# Елк (гміна)
Гміна Елк (пол. Gmina Ełk) — сільська гміна у північній Польщі. Належить до Елцького повіту Вармінсько-Мазурського воєводства.
Станом на 31 грудня 2011 у гміні проживало 10980 осіб.

## Територія
Згідно з даними за 2007 рік площа гміни становила 378.61 км², у тому числі:
- орні землі: 54.00%
- ліси: 25.00%

Таким чином, площа гміни становить 34.05% площі повіту.

## Населення
Станом на 31 грудня 2011:
| Опис     | Загалом | Загалом | Чоловіки | Чоловіки | Жінки | Жінки |
| -------- | ------- | ------- | -------- | -------- | ----- | ----- |
| одиниця  | осіб    | %       | осіб     | %        | осіб  | %     |
| все      | 10980   | 100     | 5612     | 51.11    | 5368  | 48.89 |
| міське   | 0       | 100     | 0        |          | 0     |       |
| сільське | 10980   | 100     | 5612     | 51.11    | 5368  | 48.89 |

## Сусідні гміни
Гміна Елк межує з такими гмінами: Біла Піська, Елк, Каліново, Ожиш, Олецько, Просткі, Свентайно, Старі Юхи.